# Rubiozhni
Rubiozhni (del ruso: Рубёжный) es un jútor de Rusia, ubicado en el raión de Frólovo de la óblast de Volgogrado. Dentro del raión, forma parte del asentamiento rural que lleva el nombre de Archedino-Chernúshinski, pero que tiene realmente su ayuntamiento en el jútor de Obraztsý, unos 5 km al suroeste de Rubiozhni.
En 2010, el jútor tenía una población de 222 habitantes.
Está situado en la desembocadura del arroyo Abrámova en la orilla izquierda del río Archeda, afluente del Medvéditsa, tributario del río Don, 29 km al este de Frólovo y 128 km al norte de Volgogrado, la capital del óblast.

## Servicios sociales
La localidad cuenta con una escuela primaria, un puesto de socorro, un Club de cultura y una estación de mantenimiento de maquinaria agrícola (MTM).

## Economía e infraestructura
Sobre el arroyo Abramova se construyeron dos represas, llamadas Stari ("Viejo") y Novi ("Novi").

## Galería

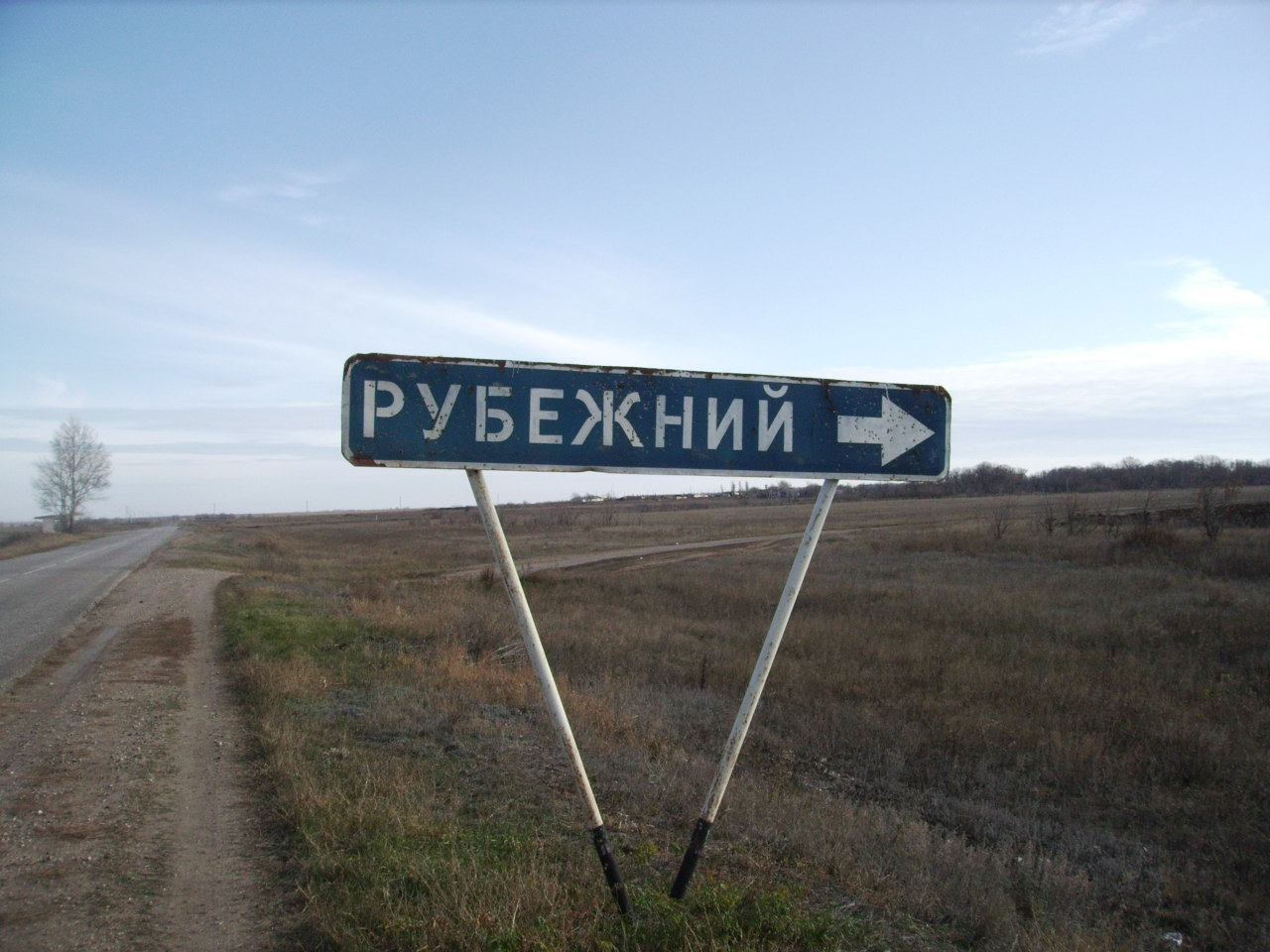
Señal indicadora en la carretera Frólovo-Kamyshin.
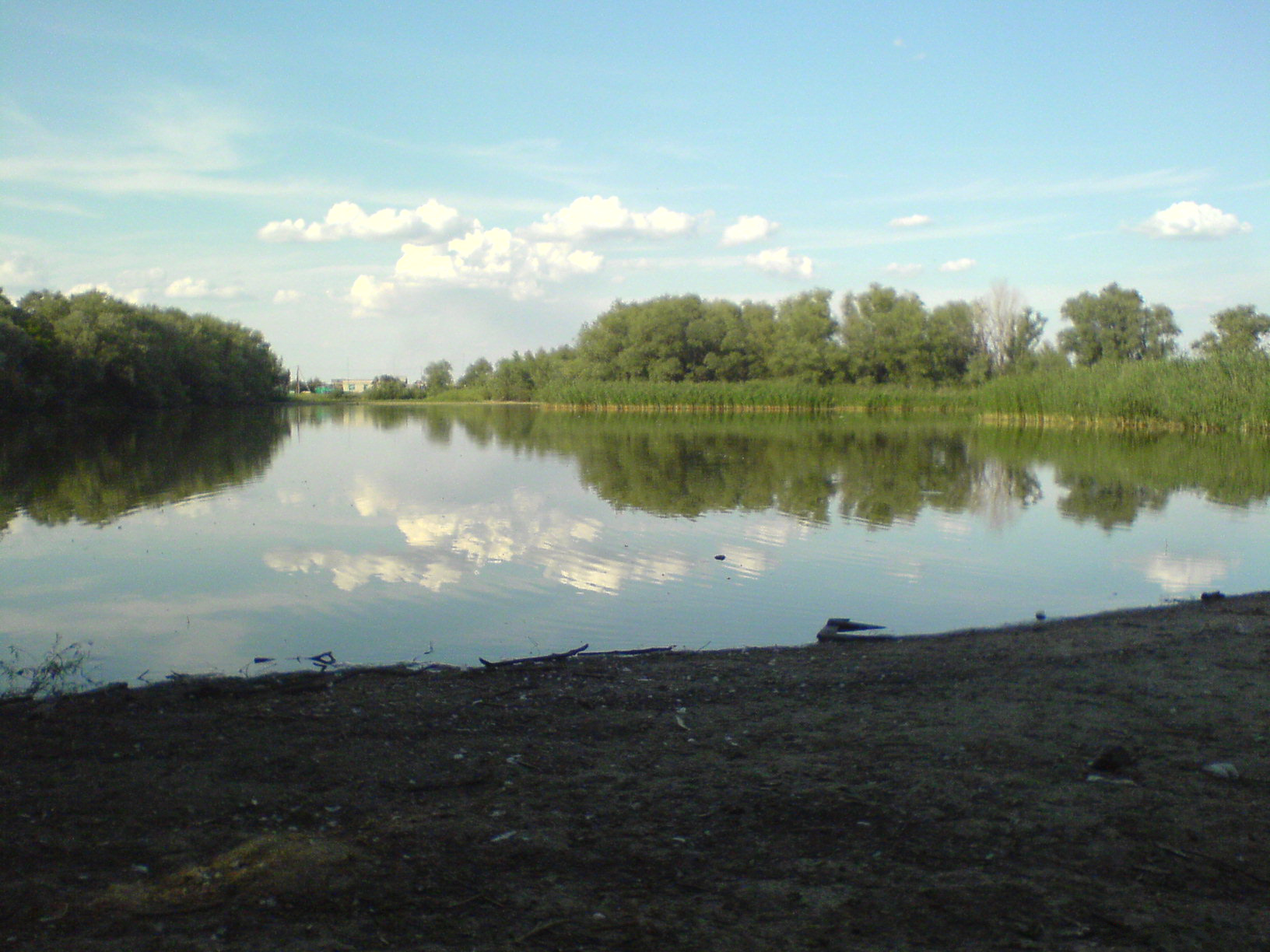
Estanque "Viejo" (Stari prud)
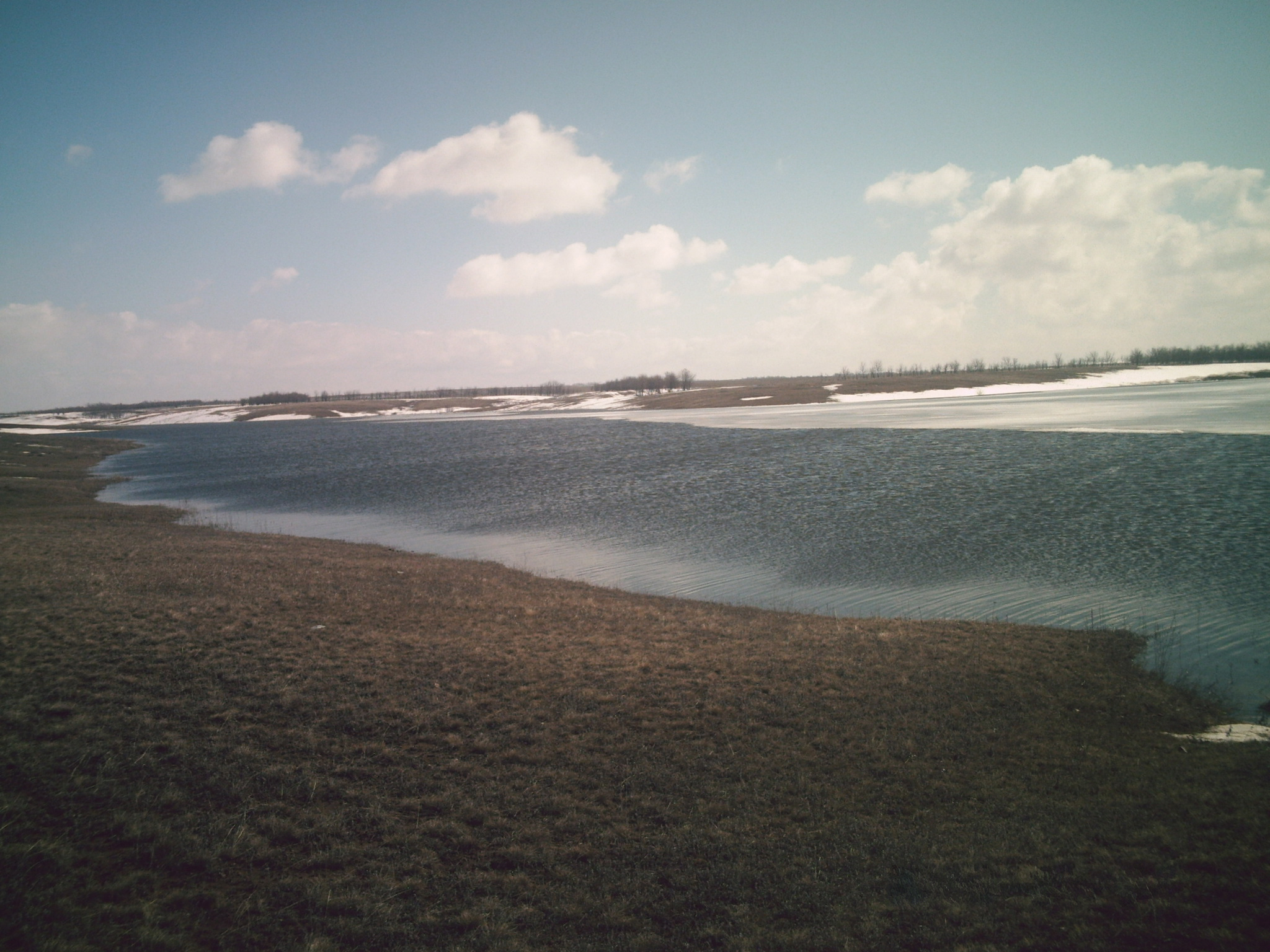
Estanque "Nuevo" (Novi prud)
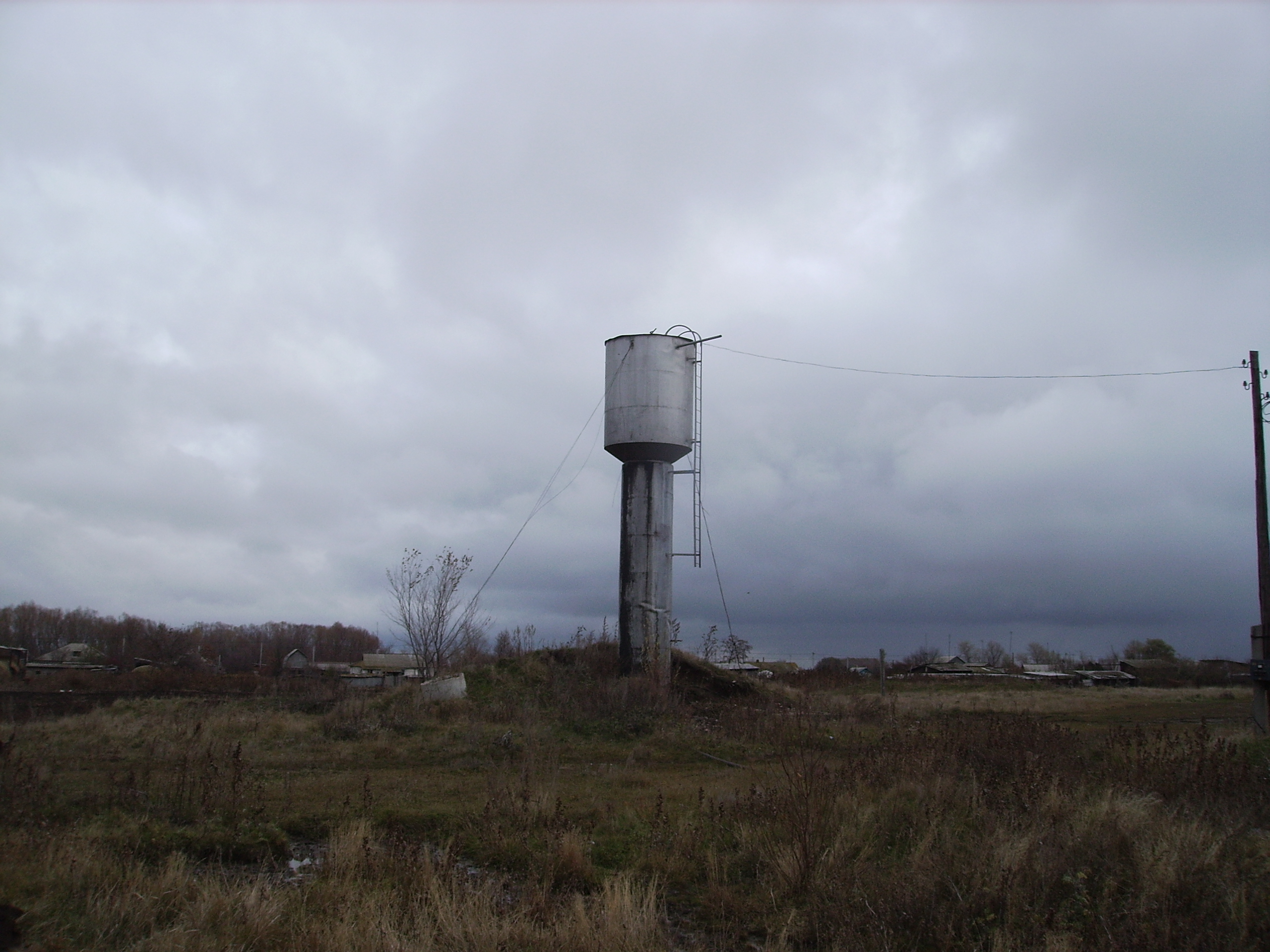
Depósito de agua.
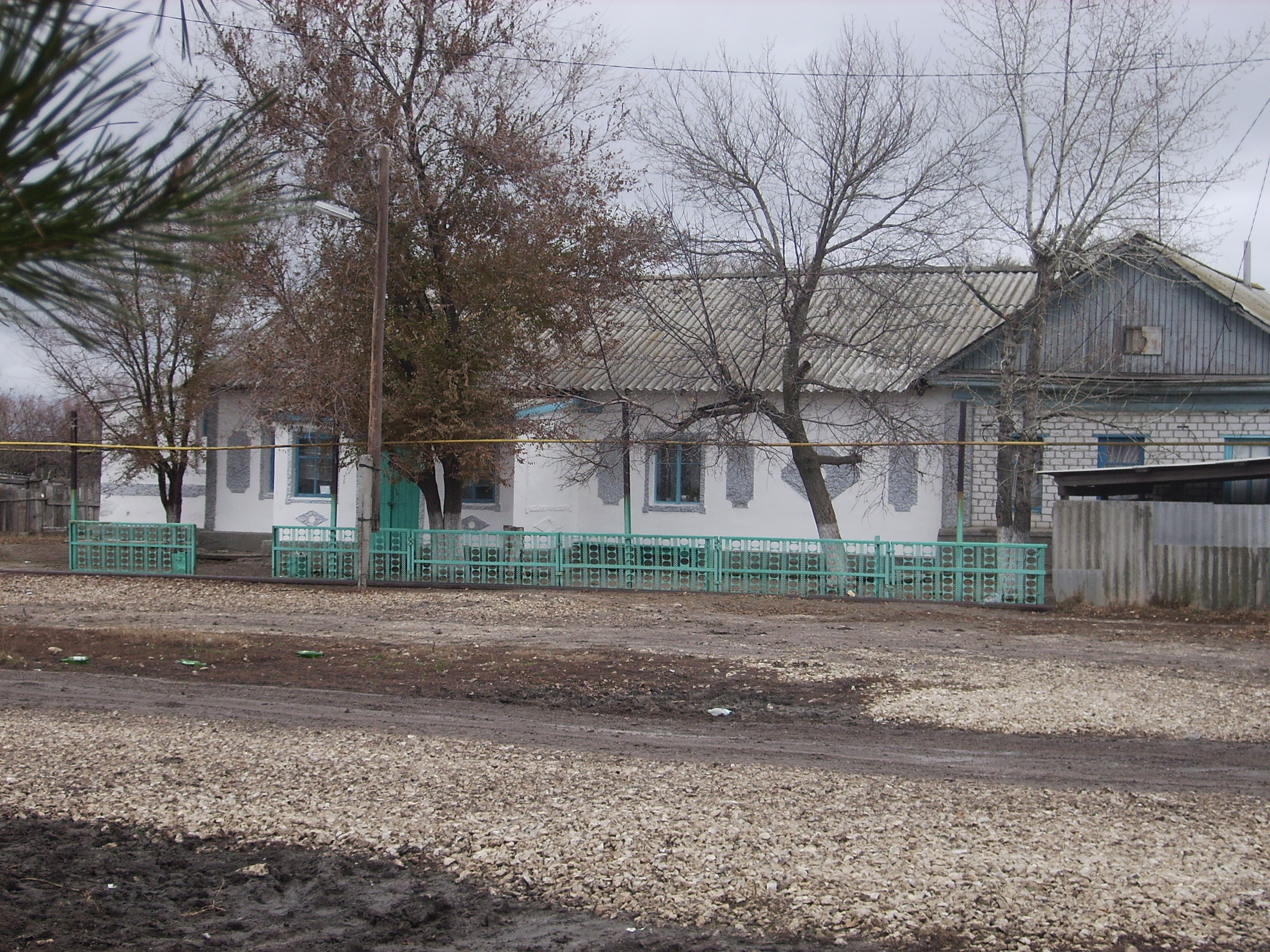
Club de Rubiozhni.
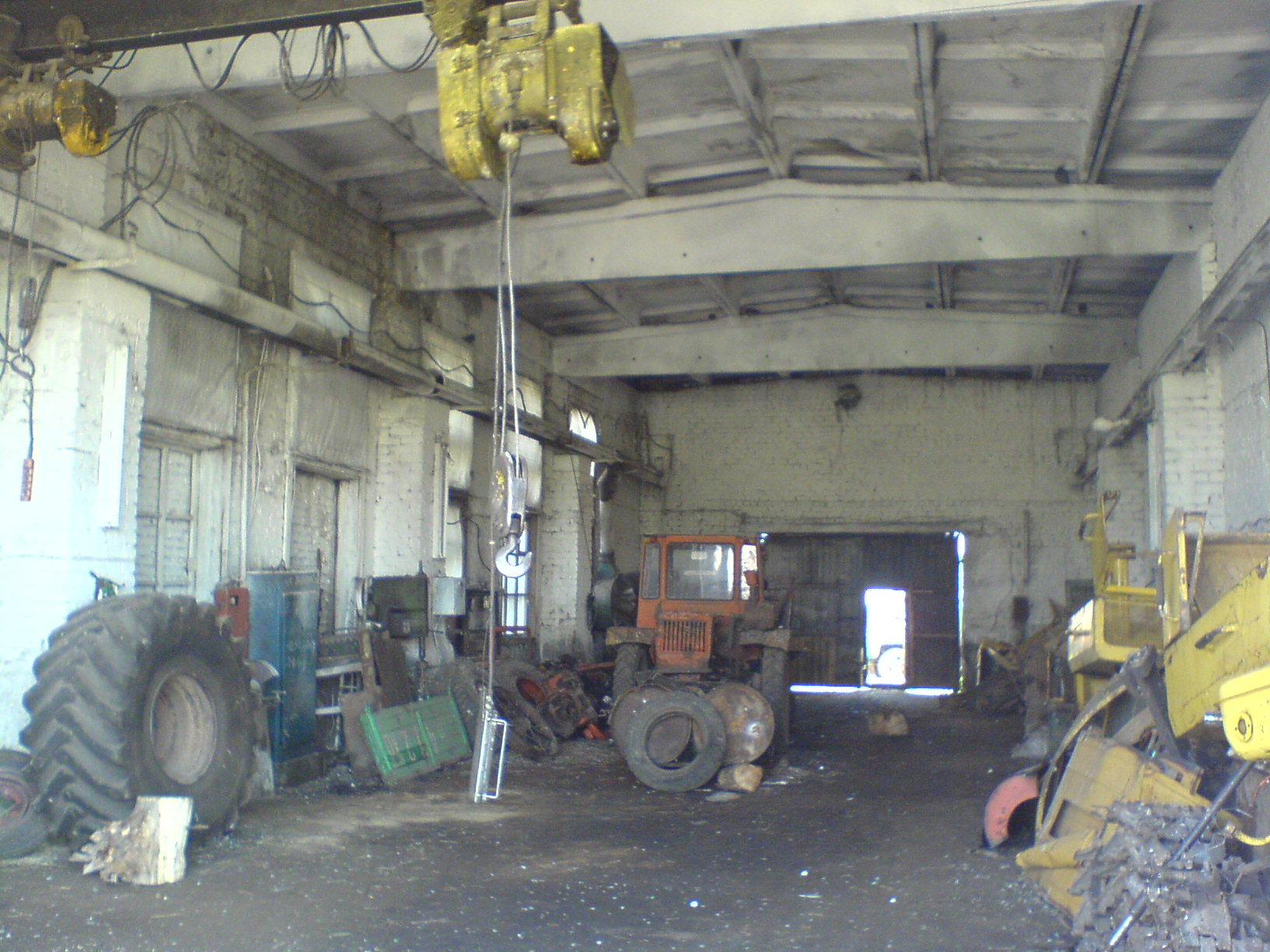
MTM de Rubiozhni.